# Wim Hof

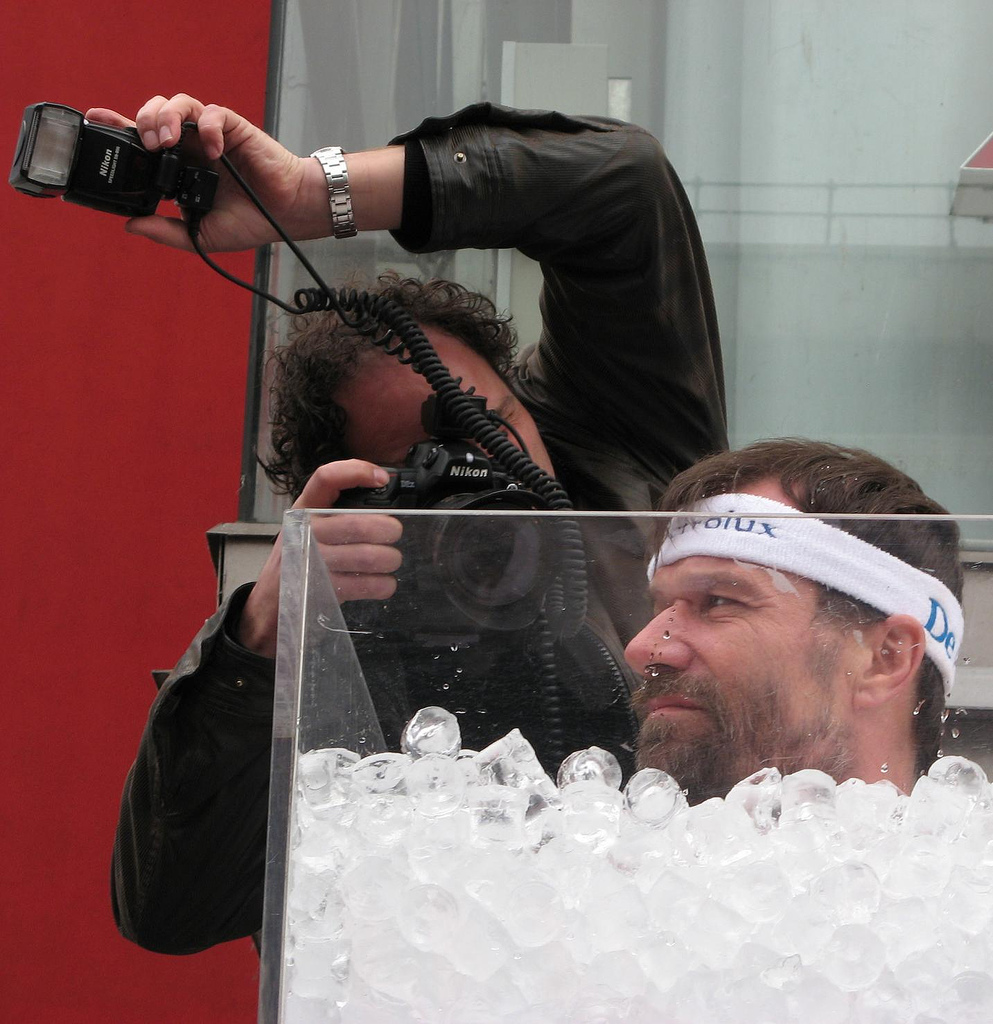
Hof i ett isbad.

Wim Hof, född den 20 april 1959, är en nederländsk äventyrare och stuntman. Han kallas ofta för Iceman (svenska: Ismannen) eftersom han klarar av extrem kyla. Hof har innehaft totalt 26 Guiness världsrekord, om man räknar när han slagit sitt eget världsrekord igen.
Hof hävdar att han kan kontrollera sin egen kropps termostat genom andningsövningar samt mental livsstil.

## Karriär
Wim Hof har innehaft världsrekordet för världens längsta isbad med en varaktighet på 1 timme, 52 minuter och 42 sekunder.
2007 klättrade han upp till höjden 6,7 km på Mount Everest, men misslyckades att nå toppen efter en fotskada.
2009 nådde han toppen på Kilimanjaro på två dagar iförd endast kortbyxor.
2009 sprang Hof ett maratonlopp norr om polcirkeln i Finland på tiden 5 timmar och 25 minuter iförd endast kortbyxor. Temperaturen var nära minus 20 grader Celsius. 2011 sprang Hof i ett annat maratonlopp i Namiböknen utan vatten.
Hans metod "Wim Hof method" har studerats av fysiologer och läkare som kunnat påvisa viss viljemässig påverkan på det autonoma nervsystemet hos försökspersonerna. Dock har de flesta av hans påståenden ingen vetenskaplig grund.

## Becoming the Iceman
I november 2011 släppte Hof boken Becoming the Iceman, där han beskriver hur man ska göra för att kunna klara av extrema temperaturer. Han hävdar även att alla människor har möjligheten att kunna kontrollera sin egen kroppstemperatur. Ytterligare en bok What doesn't kill us ... gavs ut 2017.